# Chiavazza
Chiavazza est un hameau (ou frazione) de la commune de Biella dans la province de Biella dans la région du Piémont en Italie. Sa population s'élève à environ 5 000 habitants.